# Traismauer
Traismauer osztrák város Alsó-Ausztria St. Pölten-i járásában. 2024 januárjában 6517 lakosa volt. 

## Elhelyezkedése

Traismauer a Sankt Pölten-i járásban

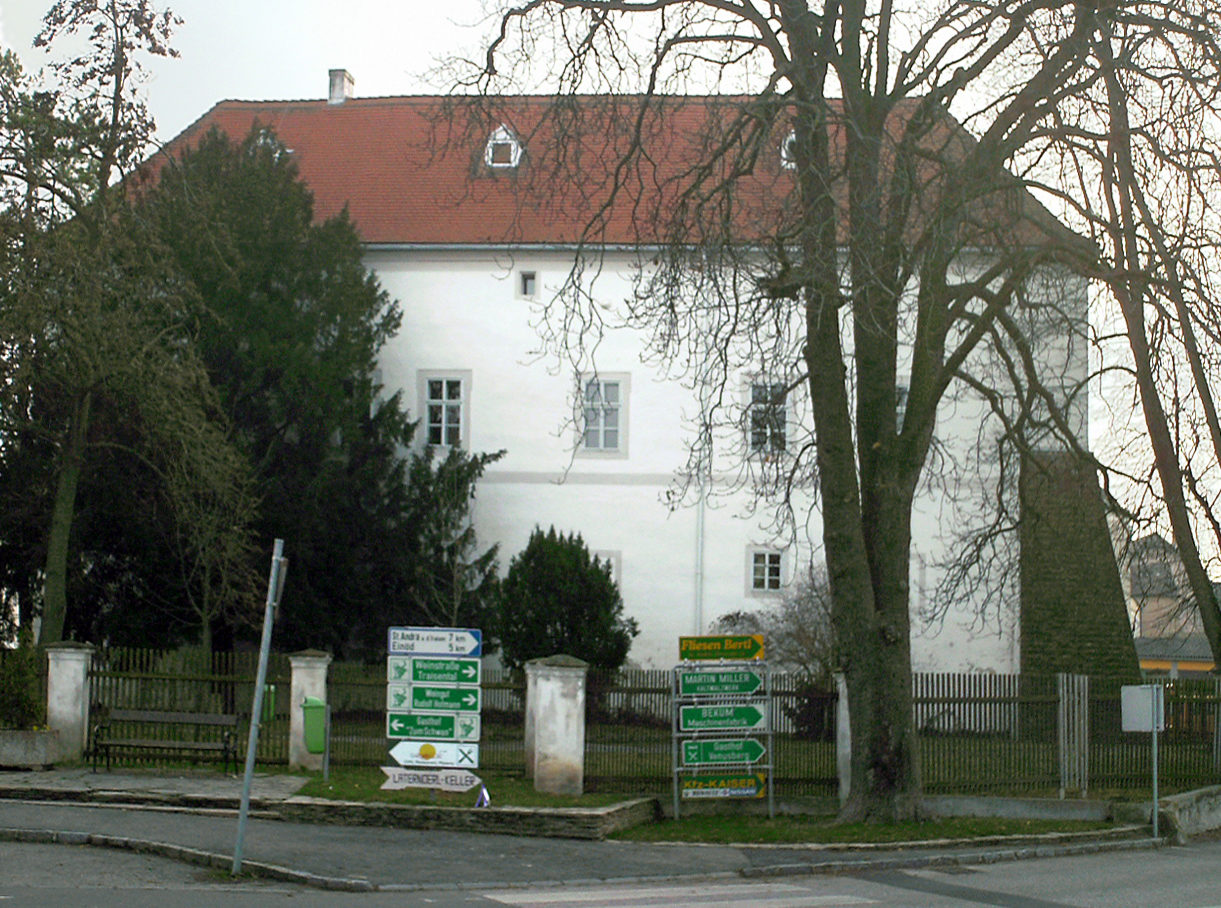
A traismaueri kastély

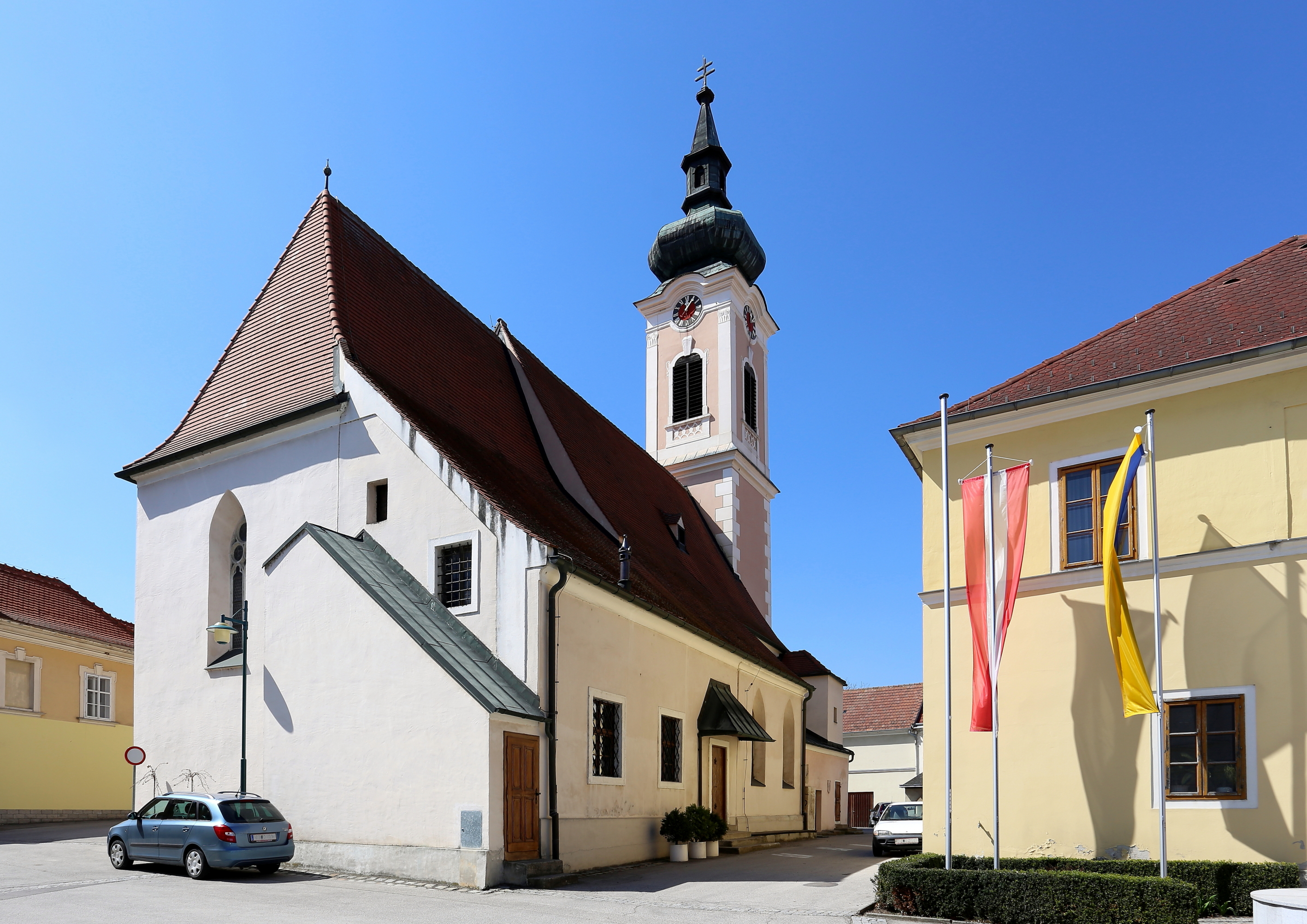
A Szt. Rupert-plébániatemplom

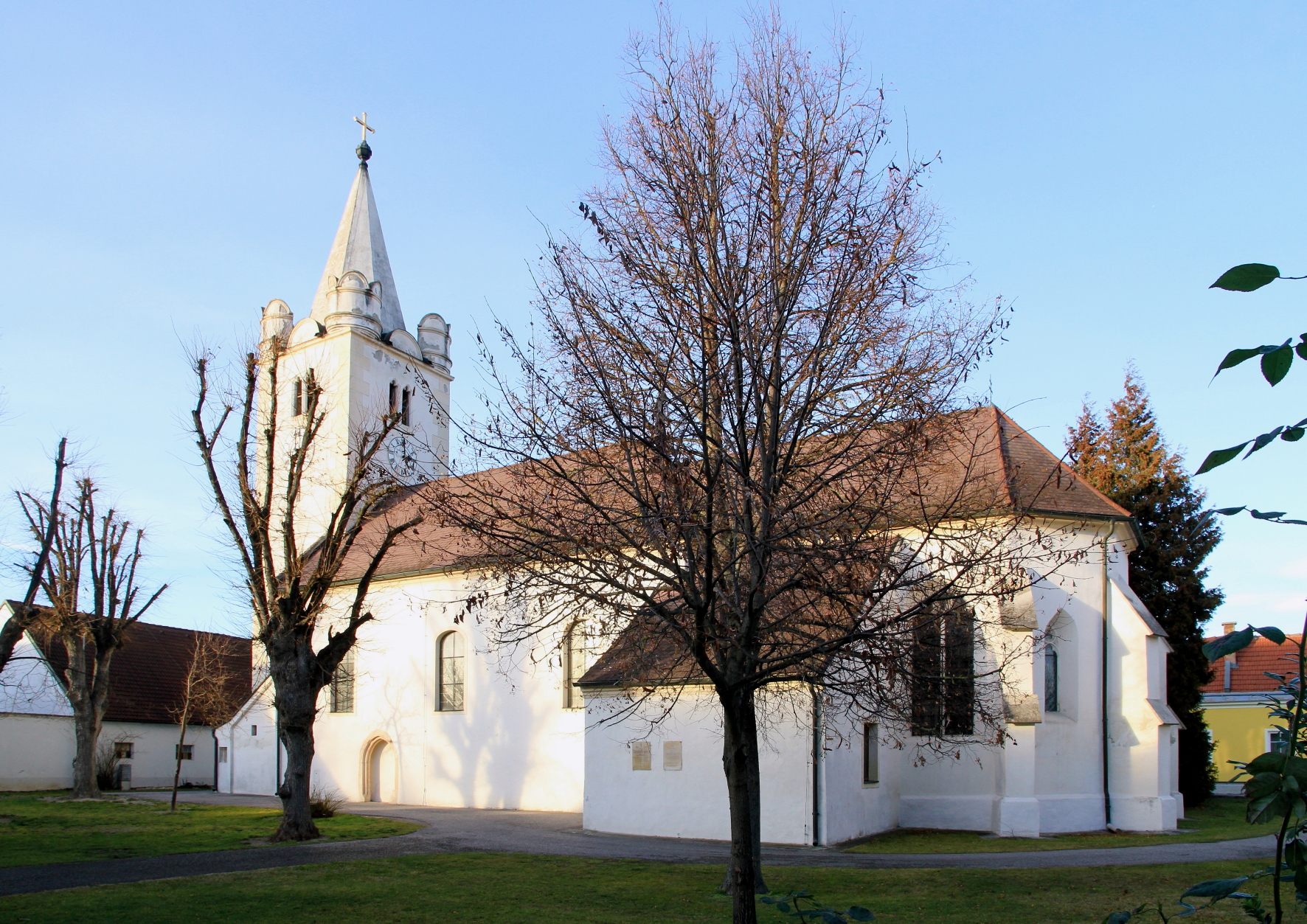
A Szt. Márton-plébániatemplom

Traismauer a tartomány Mostviertel régiójában fekszik a Traisen folyó mentén. Területének északi részén átfolyik a Duna. Legmagasabb pontja a Reutbühel (350 m). Területének 27,7%-a erdő, 6,2% szőlő, 45,6% áll egyéb mezőgazdasági művelés alatt. Az önkormányzat 9 települést egyesít: Frauendorf (177 fő 2024-ben), Gemeinlebarn (726), Hilpersdorf (177), Oberndorf am Gebirge (272), St. Georgen an der Traisen (49), Stollhofen (1075), Traismauer (2935), Wagram ob der Traisen (733) és Waldlesberg (373).
A környező önkormányzatok: északra Gedersdorf, északkeletre Grafenwörth, keletre Zwentendorf an der Donau, délkeletre Sitzenberg-Reidling, délre Herzogenburg, nyugatra Nußdorf ob der Traisen, északnyugatra Krems an der Donau.

## Története
Traismauer mai városközpontja egy római lovassági tábor, az Augustiana erőd fölött emelkedik, ahol az Ala I Augusta Thracum lovasszázad állomásozott. Az erőd a dunai limes egyik fontos támaszpontja volt; legrégebbi maradványai az i. u. 1. század második feléből származnak. A Bécsi- vagy Római-kapu és a Reck- vagy Éhségtorony a 3. század végén/ 4. század elején épültek eredetileg. A település folytonossága a népvándorlás korában is megmaradt. 802 körül az avarok elleni csatában elesett Cadaloc őrgrófot valószínűleg az egykori római parancsnoki épület padlójába temették. Sírja ma a plébániatemplom altemplomában található.
A Karoling korban Traismauer az Enns és a Bécsi-erdő közötti grófság központja volt, Szt. Mártonnak szentelt temploma a salzburgi érsekség keleti birtokainak egyházi központját  képezte. Írott forrásokban 799-ben említik először Tresma néven. 830 körül itt keresztelték meg Pribina morva fejedelmet. 1198-ban templomával és birtokaival együtt a salzburgi székesegyházi káptalanhoz került. 1458-ban III. Frigyes császár mezővárosi jogokat adományozott a településnek; 1517-ben pedig Leonhard érsektől címert kaptak. 1483-ban Mátyás magyar király elfoglalta Traismauert, amelynek ezt követően megerősítették a falait, így Bécs 1529-es és 1683-as török ostromakor vissza tudta verni a portyázók támadásait. A harmincéves háború így is nagy terheket rótt a mezővárosra, katonákat kellett ellátnia, szállásolnia és az 1645/46-as pestisjárványban több mint százan haltak meg. 
Az egyházi birtokok szekularizációját követően Traismauer 1803-ban állami tulajdonba került. A 19. században fejlődött az ipara, acél- és textilüzemek létesültek, amit a 20. században az elektromos ipar, valamint a fémporok és fémpigmentek gyártása (Benda-Lutz Werke) egészített ki. A 19. században még jelentős szerepet játszott a mezőgazdaság és a szőlőtermesztés, de a 20. század folyamán jelentősen csökkent a mezőgazdaságban foglalkoztatottak száma.
Traismauert 1958-ban emelték városi rangra. 

## Lakosság
A traismaueri önkormányzat területén 2024 januárjában 6517 fő élt. Lakosságszáma 1981 óta gyarapodó tendenciát mutat. 2022-ben az ittlakók 87,8%-a volt osztrák állampolgár; a külföldiek közül 1,2% a régi (2004 előtti), 5,7% az új EU-tagállamokból érkezett. 3,6% a volt Jugoszlávia (Horvátország és Szlovénia kivételével) vagy Törökország; 1,8% egyéb ország polgára volt. 2001-ben a lakosok 79,1%-a római katolikusnak, 1,8% evangélikusnak, 0,6% ortodoxnak, 7,8% mohamedánnak, 9,1% pedig felekezeten kívülinek vallotta magát. Ugyanekkor 19 magyar élt a városban; a legnagyobb nemzetiségi csoportot a németek (89,4%) mellett a törökök alkották 6,5%-kal. 
A népesség változása:

| 2016 | 6 059 |
| 2018 | 6 224 |

## Látnivalók
- a Római- (vagy Bécsi-) kapu
- a traismaueri kastély
- az Éhség-torony (Hungerturm) és benne a várostörténeti múzeum
- a Szt. Rupert-plébániatemplom
- a stollhofeni Szt. Márton-plébániatemplom

## Híres traismaueriek
- Franz Josef Aumann (1728–1797), zeneszerző
- Theodor Berger (1905–1992), zeneszerző

## Testvértelepülések
- Ajtosz (Bulgária)